# 淵ノ上忠義
淵ノ上 忠義（ふちのかみ ただよし、1913年（大正2年）1月5日 - 2001年（平成13年）7月29日）は、日本の台湾総督府官僚、陸軍司政官、陸上自衛官、弁護士。最終階級は陸将。

## 経歴・人物
鹿児島県鹿児島市草牟田町に生まれる。鹿児島県立第二中学校、第八高等学校文科を経て、1935年（昭和10年）3月、東京帝国大学法学部を卒業する。同年10月高等試験行政科合格後、1936年（昭和11年）4月、台湾総督府財務局に奉職する。
ついで1938年（昭和13年）2月、地方理事官に進み、台中州大屯郡守に就任。のち高雄州警務課長、財務局事務官、台北州高等警察課長、台中州教育課長を経て、1942年（昭和17年）11月、陸軍司政官に選任され、第25軍軍政監部附となった。
戦後は、1950年（昭和25年）10月25日、陸上自衛隊の前身である警察予備隊に1等警察正（現・1等陸佐）として入隊し、第一幕僚監部監察課長、陸上自衛隊業務学校長、第2管区（現・第2師団）副総監兼旭川駐屯地司令、自衛隊長野地方連絡部長などを歴任し、1965年（昭和40年）3月30日に陸将で退官（特別昇任）。退官後は弁護士となる。